# New York Fashion Week

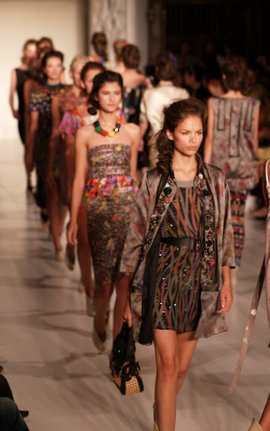
New York Fashion Week jaro 2007

New York Fashion Week (NYFW) je jednou z nejvýznamnějších událostí v oblasti módy, která se koná na Manhattanu čtyřikrát ročně, v únoru a září představuje dámskou módu a v lednu či únoru a červenci pánskou. Je jedním ze čtyř hlavních světových týdnů módy a společně s těmi v Paříži, Londýně a Miláně jsou známé jako „velká čtyřka“. Setkávají se zde módní novináři, odborníci, celebrity, stylisté a další lidé z módního průmyslu a představují se zde nejnovější módní trendy, kolekce a designy pro nadcházející sezónu od předních módních návrhářů, značek a domů módy. Událost také přitahuje pozornost médií a propaguje město New York jako globální centrum módy.
Kromě více než 60 hlavních přehlídek nejvýznamnějších návrhářů (mezi nimi Ralph Lauren, Marc Jacobs, Donna Karan, Tommy Hilfiger, Michael Kors, Diane von Fürstenberg, Carolina Herrera, Narciso Rodriguez, Betsey Johnson, Vera Wang, Max Azria, Alexander Wang, Tory Burch, The Row nebo Anna Sui) se v galeriích a na místech konání akcí na Manhattanu koná řada dalších menších akcí pro přibližně 100 000 návštěvníků. Calvin Klein a Thom Browne představují dámskou módu v New Yorku a pánskou v Miláně. NYFW se účastní i neameričtí módní návrháři, například Hugo Boss (dámská móda), Akris, Lacoste, Diesel (Black Gold), Desigual a Marcel Ostertag.

## Historie
První týden módy v New Yorku uspořádala pro tisk v roce 1943 módní novinářka Eleanor Lambert, která v roce 1941 založila módní asociaci New York Dress Institute, a nazvala jej jednoduše Press Week. Během druhé světové války měl poskytnout alternativu k dominantním pařížským módním návrhářům a zároveň nabídnout americkým návrhářům příležitost prezentovat se doma. Jednalo se o první centrálně organizovaný týden módy na světě. Paříž s podobným konceptem následovala v roce 1945, od poloviny 50. let se akce jmenovala Press Week of New York. V roce 1962 Lambert založila Radu amerických módních návrhářů (CFDA).
Téměř 30 let probíhaly módní přehlídky v rámci NYFW na různých místech New Yorku. V roce 1993 se CFDA v čele s výkonnou ředitelkou Fern Mallis rozhodla organizovat módní přehlídky centrálně na jednom místě v Bryant Parku a označila je ochrannou známkou „7th on Sixth“. Bryant Park se nachází na Šesté avenue v New Yorku a Sedmá avenue je známá jako centrum newyorské módy.
V roce 1994 byl oficiálně zaveden název New York Fashion Week. Tradičně se na newyorském týdnu módy v jednom týdnu představovala dámská i pánská móda, někdy i na jedné přehlídce. V letech 1996 až 1998 se však konaly samostatné týdny pánské módy v únoru a červenci. Již v 90. letech se někteří návrháři odchýlili od místa konání v Bryant Parku a své přehlídky v rámci NYFW pořádali na místech v New Yorku, která si sami vybrali.

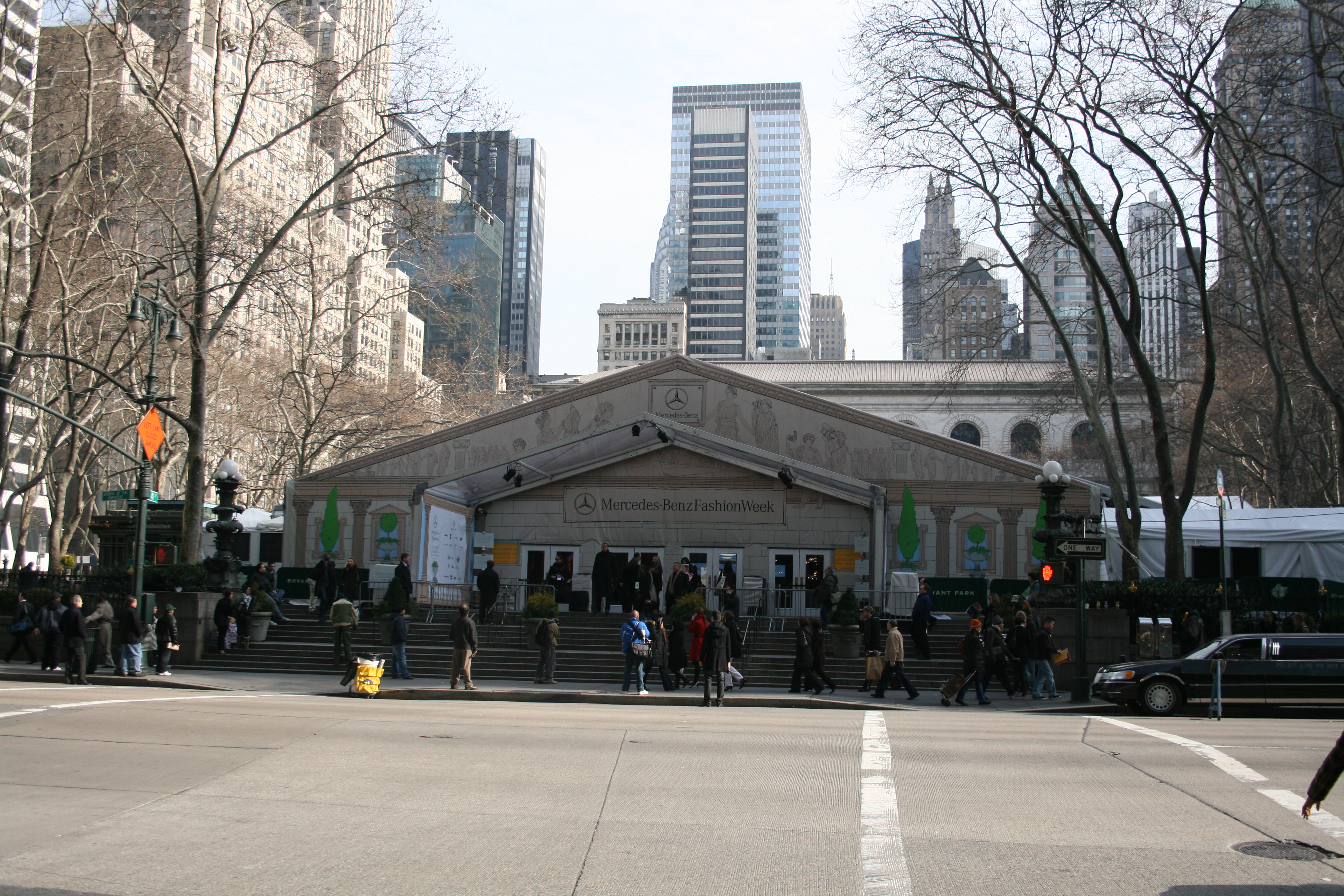
Hlavní vchod Mercedes-Benz Fashion Week New York 2008

V roce 2001 prodala CFDA tento koncept společnosti International Management Group (IMG), která převzala organizaci této významné módní akce. CFDA je stále zodpovědná za kalendář přehlídek a zúčastněné návrháře, i když několik desítek přehlídek organizuje přímo IMG. Mnoho návrhářů (od roku 2015 dvě třetiny účastníků) se však k týdnu módy připojuje samostatně a vytváří si vlastní přehlídky na jednotlivých místech konání. V roce 2001 byla jako hlavní sponzor vybrána společnost Mercedes-Benz s tříletou smlouvou, proto se týden módy od té doby jmenoval Mercedes-Benz Fashion Week New York. V roce 2004 byla hlavním sponzorem NYFW jmenována společnost Olympus a akce byla na následující tři roky přejmenována na Olympus Fashion Week, v roce 2007 se této role opět ujala společnost Mercedes-Benz, která se však v lednu 2015 z role sponzora stáhla. V roce 2010 IMG/Mercedes-Benz Fashion Week New York opustil Bryant Park a přestěhoval se do Lincolnova centra múzických umění. V září 2011 začali newyorští návrháři živě přenášet přehlídky, aby oslovili větší počet diváků. Následovali tak Londýn, který se streamováním začal v únoru 2010 a streamy původně nabízel na YouTube a později i na dalších stránkách. V roce 2015 se NYFW přesunul z Lincolnova centra do Spring Studios.
Do července 2015 se newyorský týden módy konal dvakrát ročně, a to v únoru (móda podzim/zima následující sezóny) a v září (móda jaro/léto následující sezóny). V únoru 2015 CFDA poprvé vyhlásila samostatný New York Fashion Week: Men's pro pánskou módu, a to v červenci téhož roku a v lednu 2016. Od té doby se NYFW koná čtyřikrát ročně: dvakrát pro ženy (únor a září) a dvakrát pro muže (leden/únor a červenec), vždy pro sezónu podzim/zima a jaro/léto.
Newyorská akce vyvolala explozi následovníků a v současné době pořádá jednou nebo dvakrát ročně týdny módy téměř 100 měst po celém světě od Aucklandu a Berlína až po Reykjavík a Sarajevo.